# Maximiliano Falcón
Maximiliano Joel „Peluca” Falcón Picart (ur. 1 maja 1997 w Paysandú) – urugwajski piłkarz występujący na pozycji środkowego obrońcy, od 2020 roku zawodnik chilijskiego Colo-Colo.